# Grafarvogur
Grafarvogur (Isländische Aussprache:  [ˈkraːvarˌvɔːɣʏr̥]) ist ein Stadtbezirk von Reykjavík, Island. Es gehört zu den größten Wohngebieten. Es ist ein relativ neues Gebiet. Die Bauarbeiten begannen Ende der 1980er Jahre und wurden in den 1990er Jahren beendet.

## Gliederung
Der Stadtbezirk ist in 14 Gebiete unterteilt:
- Hamrar
- Foldir
- Hús
- Rimar
- Borgir
- Víkur
- Engi
- Spöng
- Staðir
- Höfðar
- Bryggjuhverfi
- Geirsnef
- Gufunes
- Geldinganes[3]